# Гониатиты
Гониатиты (лат. Goniatitida) — отряд вымерших головоногих моллюсков из подкласса аммонитов, древнейший по времени своего появления.

## Описание
Свёрнутые в плоскую спираль шаровидные, сдавленные, реже плоские раковины гониатитов состоят из отдельных камер, через которые ближе к наружному или брюшному краю проходит сифон. От прочих аммонитов отличаются сутурной линией (место прикрепления разделяющих камеры перегородок к внутренней стороне раковины), волнистой или зигзаговидной, а не зазубренной и ветвистой, как у аммонитов. Гониатиты представляли значительное развитие в палеозойскую эру и преимущественно встречаются в отложениях девонской и каменноугольной системы.
В Средней Европе гониатиты служат руководящими ископаемыми нижнего яруса верхнего отдела девонской системы, получившего от них название гониатитового яруса. В России очень разнообразную фауну гониатитов описал Карпинский из отложений артинского яруса.
Впервые появились около 350 миллионов лет назад, вымирание началось в конце пермского периода; ценны как основные окаменелости указанного периода.